# Pachyceryx albomaculata
Pachyceryx albomaculata är en fjärilsart som beskrevs av Sergius G. Kiriakoff 1957. Pachyceryx albomaculata ingår i släktet Pachyceryx och familjen björnspinnare. Inga underarter finns listade i Catalogue of Life.